# Port lotniczy Agadez
Port lotniczy Agadez – międzynarodowy port lotniczy położony w Agadez. Jest drugim co do wielkości portem lotniczym w Nigrze. Połączenia do Algieru, Paryża i Niamey.

## Linie lotnicze i połączenia
| Linia Lotnicza | Kierunek  |
| -------------- | --------- |
| Niger Airlines | 1. Niamey |